# Shunten
Shunten (舜天, 1166-1237) est un roi des îles Ryūkyū.

## Biographie
Shunten est le plus ancien roi d'Okinawa dont le nom est connu. Il aurait pris le pouvoir après avoir vaincu un usurpateur sur le trône du nom de Riyū qui avait renversé le 25e roi de la dynastie Tenson.
Connu sous le nom Sonton (尊敦) avant de devenir roi, il devient anji (chef) d'Urasoe à l'âge de 15 ans; en 1187, il renverse Riyū et établit le siège du pouvoir royal au château d'Urasoe et marque ainsi le développement d'une nouvelle dynastie de souverains.
Selon certaines légendes, Shunten est le fils de Minamoto no Tametomo, exilé à Izu Ōshima à la suite de sa défaite lors de la rébellion de Hōgen. Selon cette théorie, Tametomo s'égare en mer quelque temps plus tard, arrive à Okinawa et s'installer avec la sœur du anji d'Ōzato.
Shunten meurt en 1237 et son fils Shunbajunki lui succède. Il est inhumé au Urasoe yōdore, et vénéré au Naminoue-gū avec d'autres rois de Ryūkyū.
La dynastie de Shunten disparaît à la troisième génération lorsque son petit-fils Gihon abdique, part en exil et qu'Eisō qui commence une nouvelle lignée royale, lui succède.

## Sources
- Kerr, George H. (1965). Okinawa, the History of an Island People. Rutland, Vermont: C.E. Tuttle Co. OCLC 39242121
- Nussbaum, Louis-Frédéric. (2002). Japan Encyclopedia. Cambridge: Harvard University Press.  (ISBN 0-674-01753-6 et 978-0-674-01753-5); OCLC 48943301

## Source de la traduction
- (en) Cet article est partiellement ou en totalité issu de l’article de Wikipédia en anglais intitulé « Shunten » (voir la liste des auteurs).